# Верина (Сондрио)
Верина је насеље у Италији у округу Сондрио, региону Ломбардија.
Према процени из 2011. у насељу је живело 44 становника. Насеље се налази на надморској висини од 657 м.